# Krakau (Sachsen)
Krakau (obersorbisch Krakow) war ein Markt in der Amtshauptmannschaft Kamenz (heute Landkreis Bautzen) in Sachsen. 1938 wurde der Ort wegen der Erweiterung des Truppenübungsplatzes Königsbrück geräumt und nach dem Zweiten Weltkrieg geschleift.

## Geographie

### Lage
Krakau befand sich sieben Kilometer nordwestlich von Königsbrück an der Pulsnitz in der Krakauischen Heide. Das gassengruppenartig erweiterte Straßendorf mit Block- und Streifenflur erstreckte sich zu beiden Seiten des Flusses; westlich lag die (größere) Meißner Seite, östlich die Oberlausitzer Seite. Umgeben war Krakau von mehreren Kuppen: südöstlich die Kiefernberge (166 m), südwestlich der Laaken (83 m), westlich der Weinberg (184 m), der Eichberg (186 m) und der Krakauer Berg (172 m), nordwestlich der Bornberg (176 m).

### Nachbarorte
| Lüttichau/Anbau | (Zochau) †, (Rohna) †                       | Zeisholz, (Otterschütz) † |
| (Sella) †       | Kompassrose, die auf Nachbargemeinden zeigt | (Zietsch) †, (Quosdorf) † |
| Röhrsdorf       | (Bohra) †                                   | (Steinborn) †             |

## Geschichte
Die erste Erwähnung von Cracow als Sitz des Rudegerus de Cracowe stammt aus dem Jahr 1248. Weitere Namensform waren Krakow (1420), Krokow (1479), Crokaw (1495), Krockaw (1527) und Krackaw (1658). Seit 1875 wurde der Ort Krakau genannt.
Das ursprüngliche Straßendorf mit einem Herrensitz wurde zwischen Königsbrück und Ortrand an einer Furt durch die Pulsnitz, die die Grenze zwischen der Oberlausitz und der Markgrafschaft Meißen darstellte, errichtet und befand sich überwiegend auf der Meißner Seite. Jedoch bestand auch eine kleinere Ansiedlung auf Oberlausitzer Seite, die früher Krakau im Königreiche oder auch das Königreich (nach dem Königreich Böhmen) genannt wurde.
1510 wurde der Ort als Marktflecken und seit 1547 als Städtlein bezeichnet. Am 16. August 1651 gestattete Kurfürst Johann Georg I. die Errichtung einer örtlichen Handwerksinnung. 1732 wurde im Rahmen der von August dem Starken angeordneten Zweiten Sächsischen Landesvermessung durch Adam Friedrich Zürner eine Distanzsäule in Krakau errichtet, deren beschädigtes Originalwappenstück im Stadtmuseum Dresden erhalten blieb.
Im Dreißigjährigen Krieg brannte 1637 das Pfarrhaus ab. 1742 brannte die Ansiedlung  Königreich fast vollständig nieder. 1746 brannte das Herrenhaus auf der Oberlausitzer Seite nieder, wobei das Feuer auf die Meißner Seite übergriff und zahlreiche Gebäude, das Pfarrhaus mit seiner Bibliothek und den Kirchenbüchern vernichtete und mehrere Menschenleben forderte.
Im 19. Jahrhundert wurde Krakau wieder zum Marktflecken.

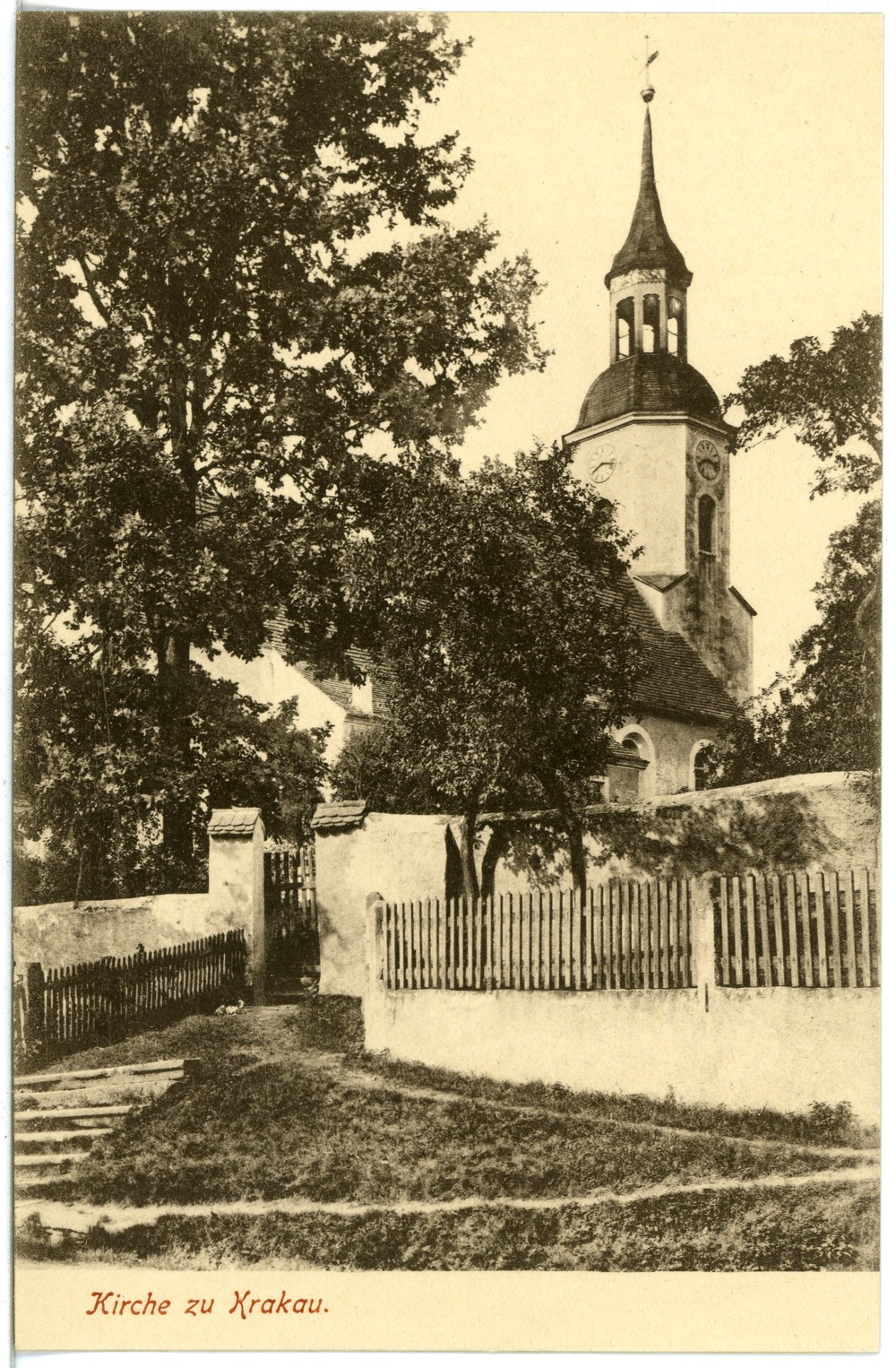
Kirche (1915)
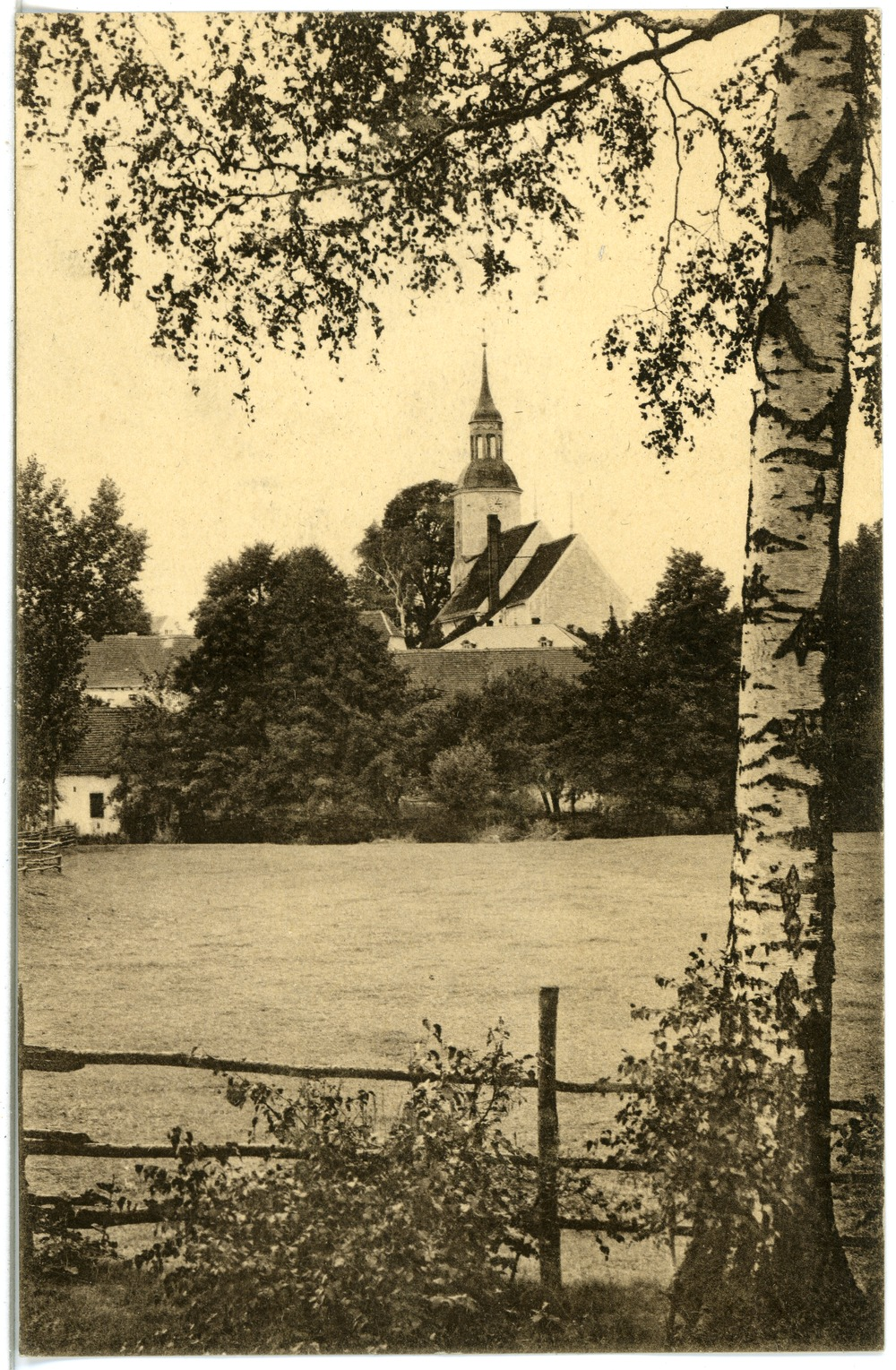
Kirche (1915)
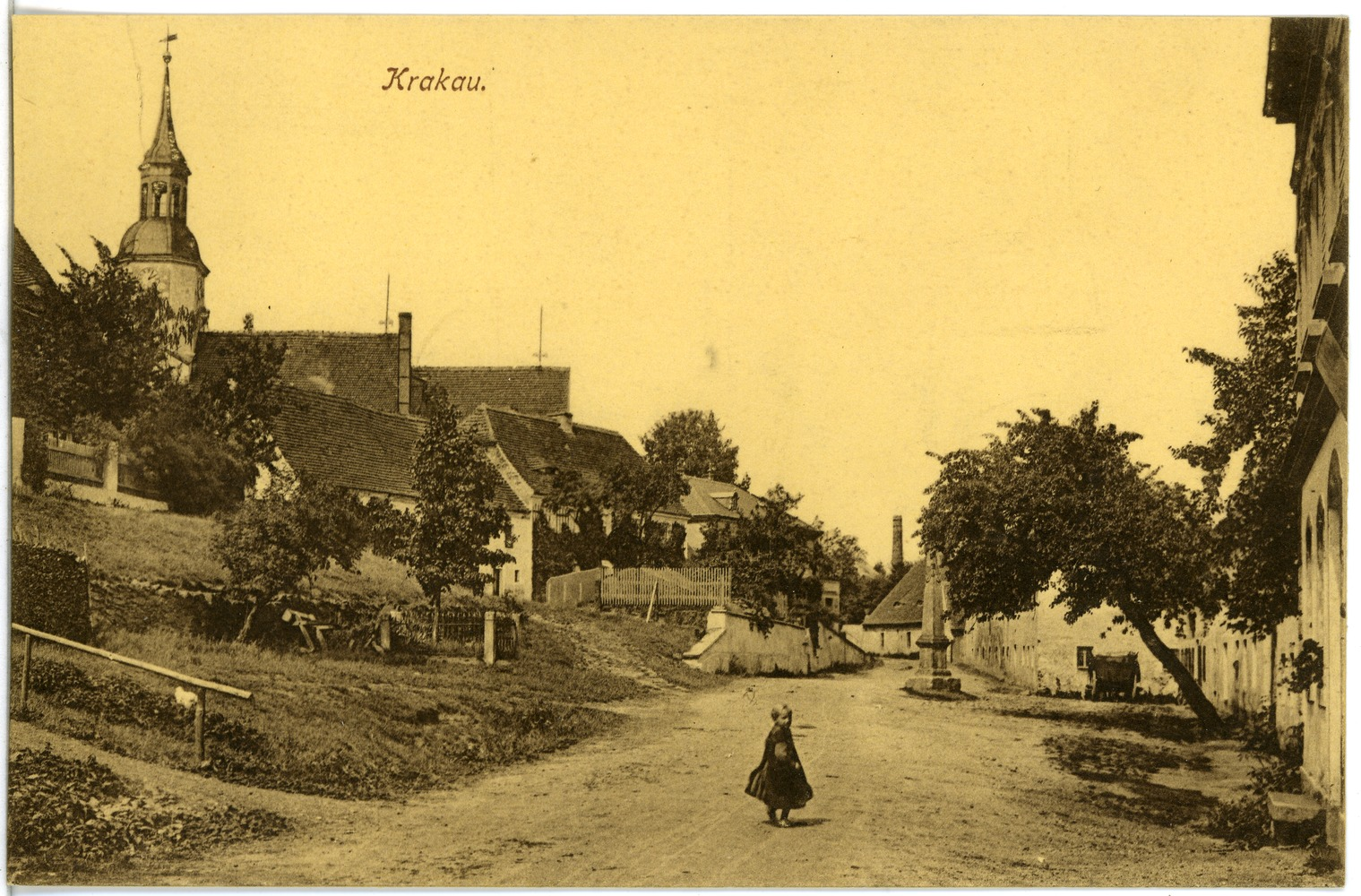
Dorfstraße (1915)
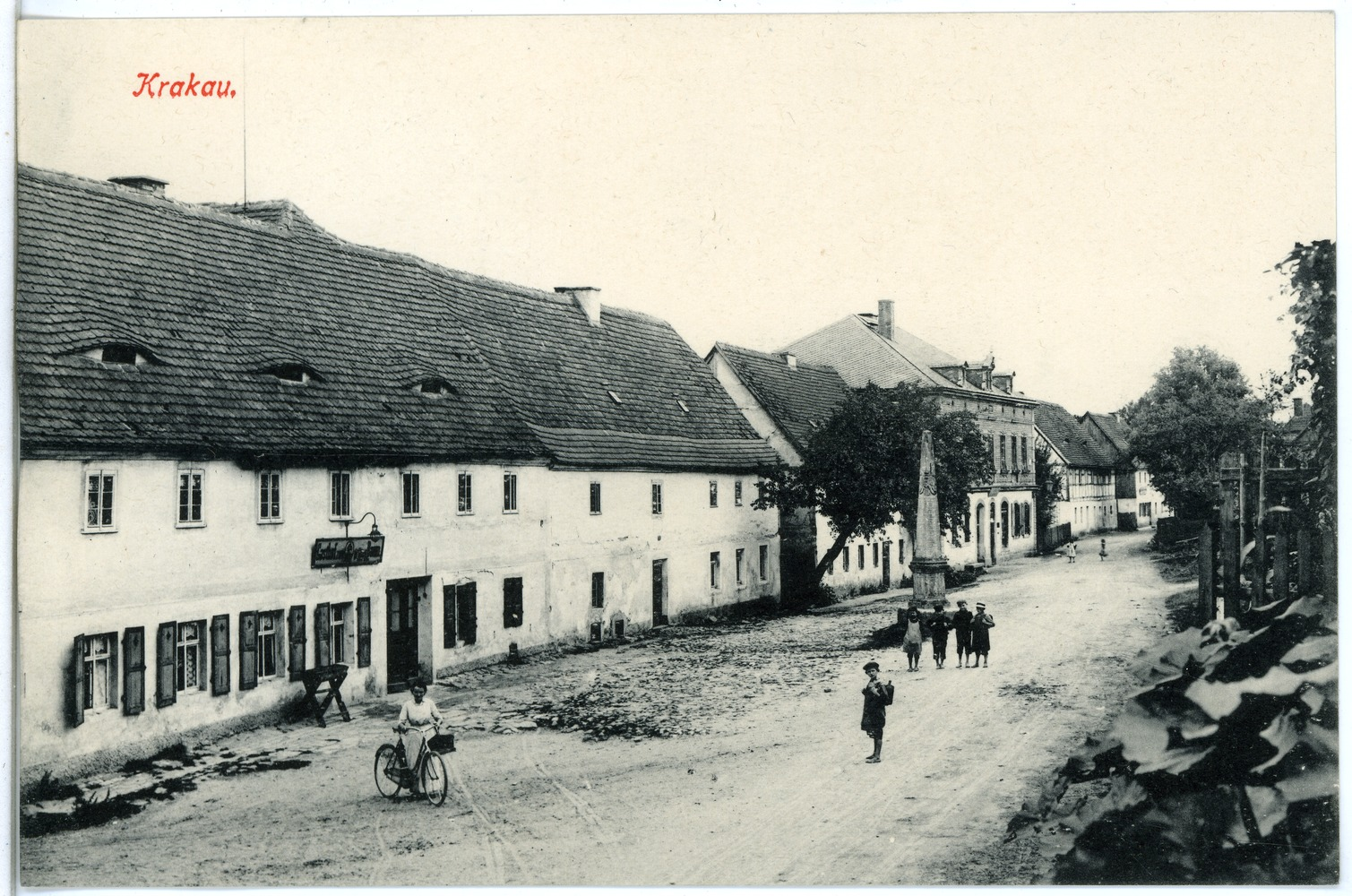
Gasthof (1915)
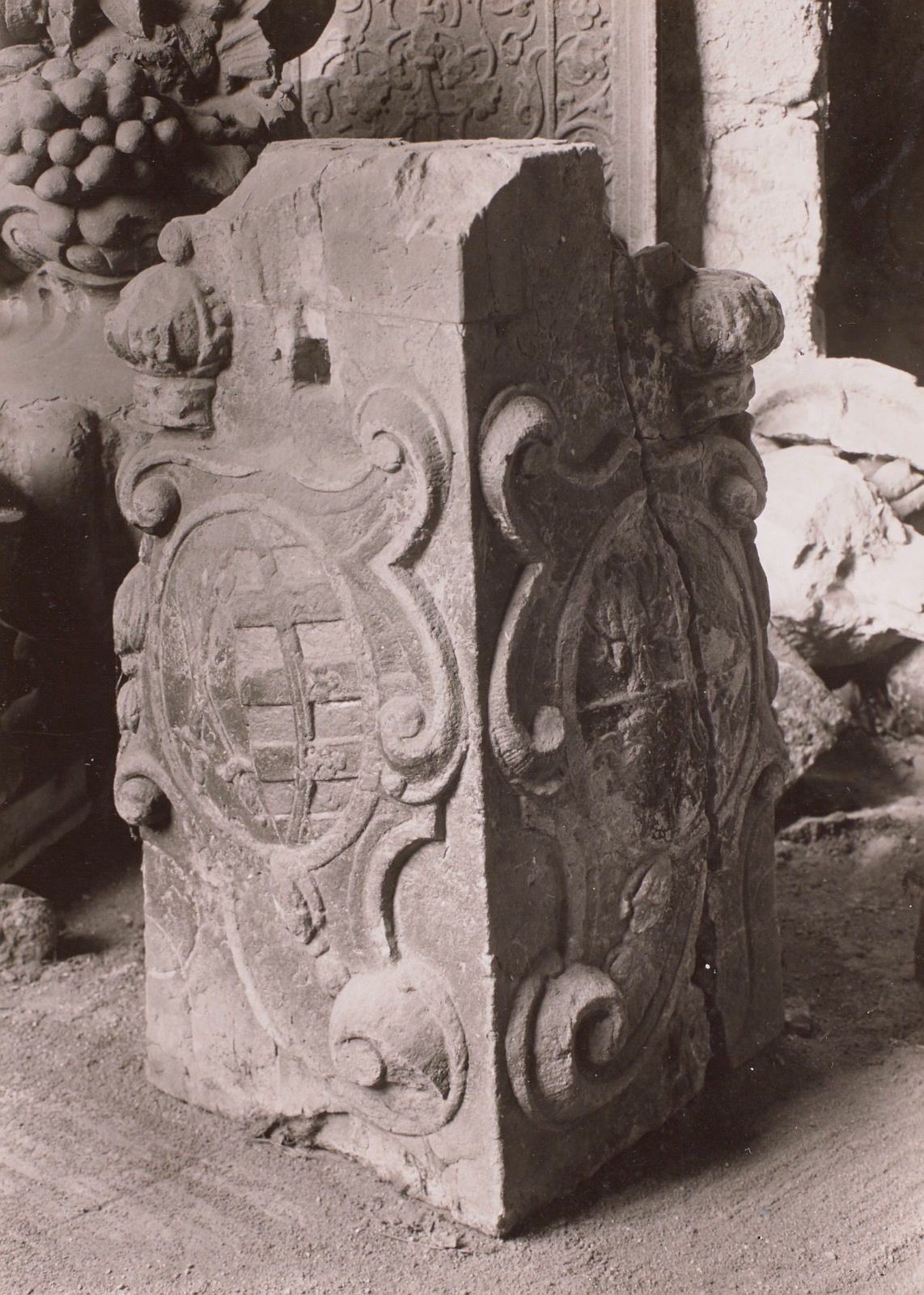
Teilstück der Distanzsäule von Krakau

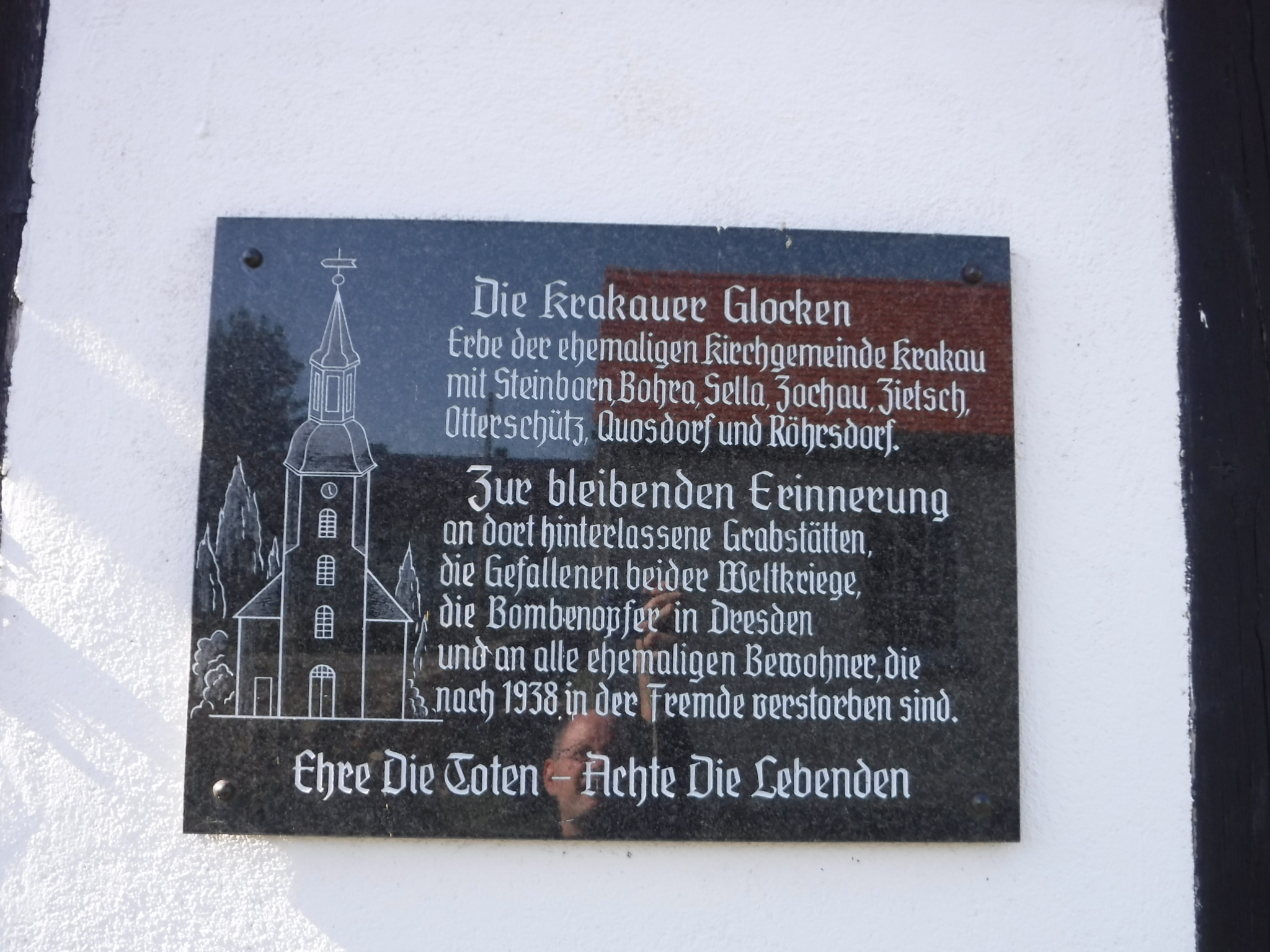
Gedenktafel für die ehemaligen Orte auf dem Friedhof Röhrsdorf

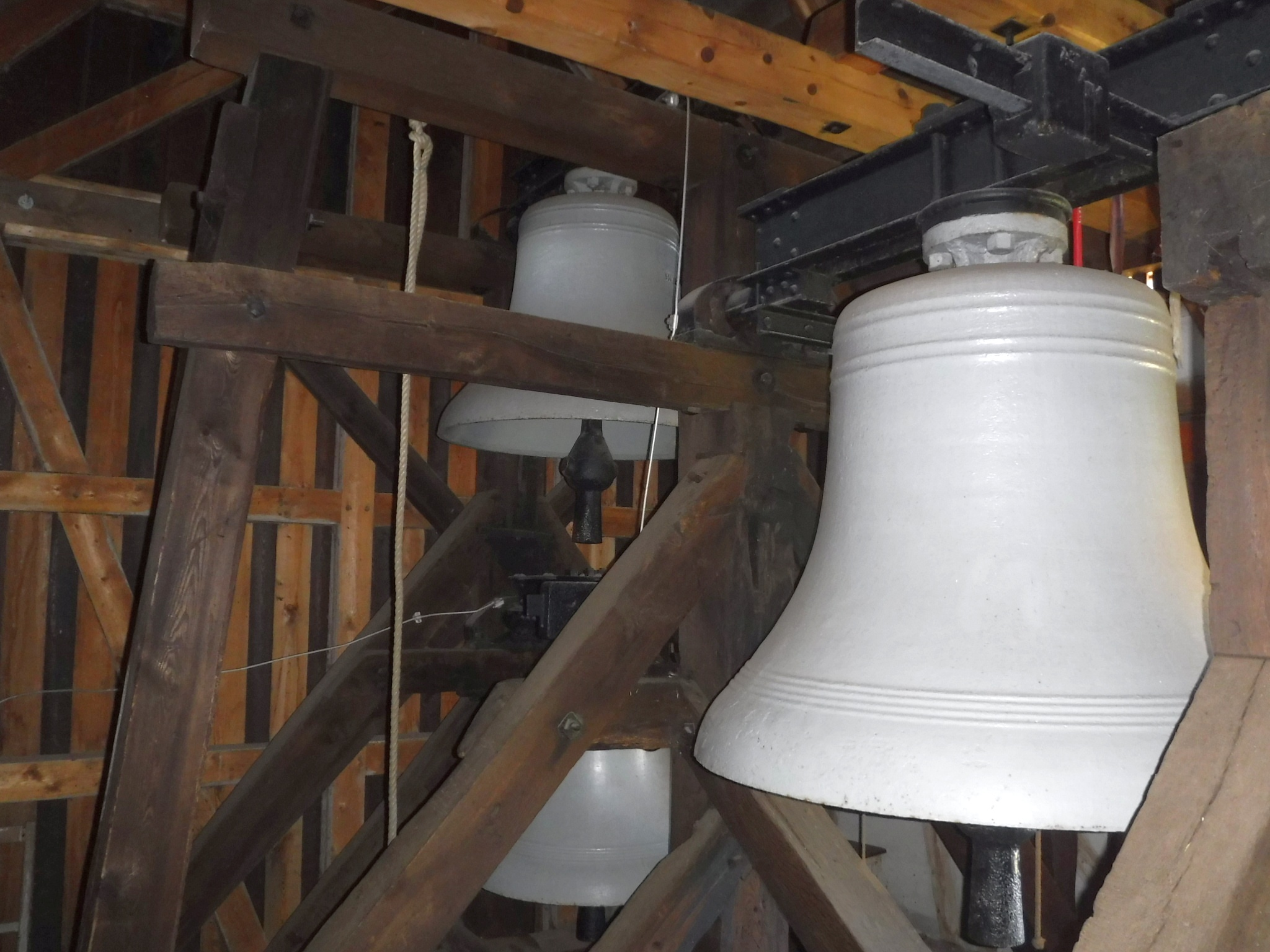
Die Glocken der Kirche Krakau auf dem Friedhof Röhrsdorf

In die seit 1539 bestehende Pfarrkirche waren auch die kursächsischen Nachbarorte Bohra, Zochau, Röhrsdorf und Sella, sowie nach 1635 auch die Oberlausitzer Dörfer Steinborn, Zietsch, Otterschütz und Quosdorf eingepfarrt. 1936 wurde die Krakauer Kirche zur Filialkirche der Pfarre Königsbrück. Der Altar stammte von 1441 und wurde von Bischof Augustin von Meißen geweiht. Erst 1798 erhielt die Kirche ihren Turm.
Ein Vorwerk ist seit 1445 nachweislich. Seit 1551 bestand in Krakau ein Rittergut, dem die Bewohner beider Seiten untertänig waren. Das Rittergut Krakau hatte folgende Besitzer:
- 16. Jahrhundert: Karl und Christoph von Kitscher
- 1614: Hans von Herrnhausen
- 1648: Kurfürstin Magdalena Sibylla von Sachsen
- 1661: Johann Georg von Rechenberg
- 1663: Wilhelm von Pistoris
- 1702: Valentin Schäffer und dessen Nachkommen

Verwaltungsmäßig gehörte Krakau bis zur Mitte des 19. Jahrhunderts anteilig zum Amt Hayn bzw. zum Bautzener Kreis. 1843 wurden beide Anteile dem Amt Kamenz zugeordnet. Mit der Neuordnung der sächsischen Verwaltungsstrukturen wurde Krakau 1856 dem Gerichtsamt Königsbrück und 1875 der Amtshauptmannschaft Kamenz zugeordnet. 1906 wurde östlich des Marktes in der Krakauischen Heide der Truppenübungsplatz Königsbrück angelegt. 1938 wurde der Markt Krakau im Zuge der Erweiterung des Truppenübungsplatzes Königsbrück aufgelöst. Die Anwesen wurden vom Deutschen Reich aufgekauft und die 478 Einwohner umgesiedelt. Am 1. April 1938 wurde der Ort geräumt. Einige Einwohner zogen in die Dörfer Tauscha, Sacka und Dallwitz. Die 421 Hektar große Gemeindeflur wurde Teil des Truppenübungsplatzes.
Nach dem Ende des Zweiten Weltkrieges kam es zu einer kurzen Wiederbesiedlung des Ortes durch Flüchtlinge. Jedoch veranlassten die sowjetischen Truppen eine sofortige Räumung, um den Übungsplatz weiter zu nutzen. Krakau wurde später geschleift.
In den 1990er Jahren entstand in Röhrsdorf ein kleiner Fachwerkbau mit den Krakauer Glocken. Eine angebrachte Gedenktafel erinnert an acht Dörfer des Kirchspiels Krakau, die 1907 und 1938 dem Truppenübungsplatz weichen mussten.

## Bevölkerungsentwicklung
| Jahr | Einwohner                      |
| ---- | ------------------------------ |
| 1551 | 26 besessene Mann, 37 Inwohner |
| 1764 | 14 besessene Mann, 23 Häusler  |
| 1834 | 380                            |
| 1871 | 429                            |
| 1890 | 430                            |
| 1910 | 406                            |
| 1925 | 404                            |
| 1938 | 478                            |